# 裴遐
裴遐（？—？），字叔道，河东郡闻喜县（今山西省运城市闻喜县）人，出自河东裴氏定著五房之一的西眷裴，西晋官员。

## 生平
裴遐和堂兄裴瓒都有很大的名声。裴遐年少时就有善于办事的名声，朝廷征召他出任司空掾、散骑郎。裴遐把辩论作为事业，善于谈论玄理，音调清悠流畅，声音清越仿佛琴瑟，听到他说话的人，无论是了解还是不了解内容的人，没有不赞叹佩服的。裴遐与太尉王衍的女儿结婚后第三天，王衍的女婿们都上门汇集。当时的名士以及琅邪王氏、河东裴氏的子弟都在场。郭象也在座，他挑头和裴遐谈玄。郭象才识很渊博，刚交锋几个回合，还觉得不痛快。郭象把玄理铺陈得很充分；裴遐却慢条斯理地梳理前面的议论、义理情趣都很精微，满座的人都赞叹不已表示痛快。王衍也以为新奇罕见，于是对大家说：“大家不要再辩论了，不然就要被我女婿困住了！”裴遐又曾经在平东将军周馥处和人下围棋，周馥的司马行酒令劝酒，裴遐正在下棋，没有按时饮酒，周馥的司马愤怒了，把裴遐拉倒在地面。裴遐慢慢的起身回到座位，举止如常，脸色不变，继续下棋。王衍问裴遐：“当时为何脸色不变？” 裴遐回答说：“只不过是暗中忍受着罢了。”裴遐的个性就是如此平和。东海王司马越引荐裴遐出任太傅主簿，后来裴遐被司马越的儿子司马毗害死。裴遐没有儿子，只有女儿裴穆渡过长江。

## 其他
河东裴氏与琅邪王氏两家在曹魏西晋时期兴盛，当时的人以八裴比拟八王，裴遐比拟王导。
平阳郡太守柳澹、散骑侍郎裴遐、尚书仆射邓攸都和王接很友善。

## 家庭

### 祖父
- 裴徽，曹魏冀州刺史

### 父亲
- 裴绰，西晋黄门侍郎

### 夫人
- 琅邪王氏，太尉王衍第四女[8][9][1]

### 子女
- 裴穆，嫁丹阳县县丞、当阳侯杜乂，生晋成帝司马衍皇后杜陵，封广德县君[8][9]